# Burgstall Aubing
Der Burgstall Aubing ist eine abgegangene Höhenburg auf einem Hügel („Teufelsberg“) im nordöstlichen Bereich der Aubinger Lohe zwischen den Münchener Stadtteilen Aubing und Lochhausen in Bayern.

## Beschreibung
Bei der Burg Aubing handelt es sich um einen rundovalen Lehmhügel mit einer Grundfläche von ca. 30 × 20 m. An drei Seiten ist der Turmhügel noch von einem bis zu 3,50 m tiefen Graben umgeben.
Der Burghügel ist der Rest einer mittelalterlichen (um 10. bis 11. Jahrhundert) Turmhügelburg (Motte), die vermutlich der Straßenüberwachung diente und nicht als Adelssitz zu sehen ist. Die Anlage wird als Bodendenkmal unter der Aktennummer D-1-7834-0049 im Bayernatlas als „Turmhügel des hohen Mittelalters ("Teufelsberg")“ geführt.

## Geschichte

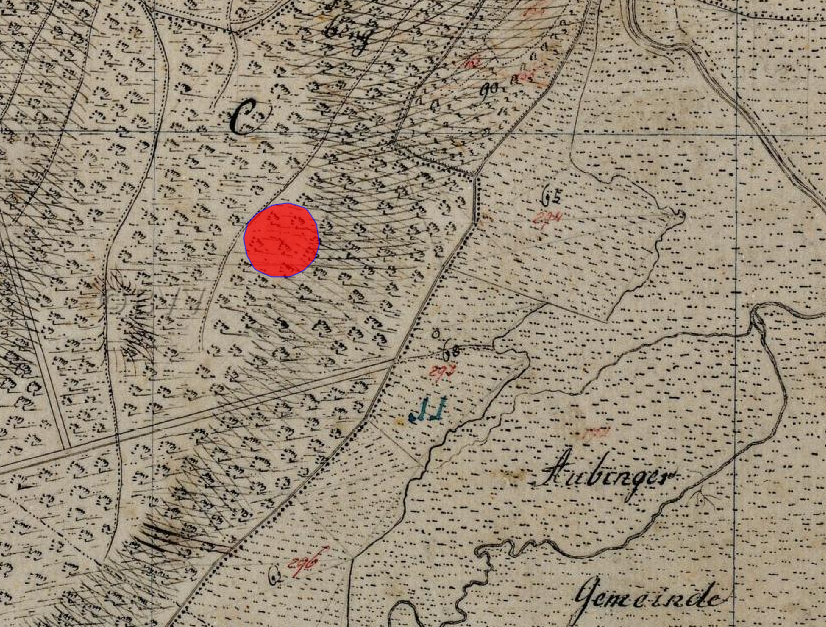
Lageplan von Burgstall Aubing auf dem Urkataster von Bayern

Die Herren von Aubing standen vermutlich in Diensten der welfischen Herzöge. Der Ort Aubing wird 1010 zum ersten Mal erwähnt. Im 12. Jahrhundert wurde die Burg von den Herren von Aubing errichtet. 1422 wurde die Burg bei einem Heerzug von Herzog Ludwig der Gebartete kurz vor der Schlacht bei Alling zerstört.
Der Burgstall mit seinem Turmhügel, im Volksmund auch Teufelsburg oder Teufelsberg genannt, ist sagenumwoben.